# Robert Caro
Robert Allan Caro (New York, 30 ottobre 1935) è un giornalista e scrittore statunitense.
Due volte vincitore del Premio Pulitzer per la biografia e autobiografia, nel 1975 e nel 2003, è autore di The Power Broker, biografia su Robert Moses e di The Years of Lyndon Johnson, una raccolta di saggi sul presidente degli Stati Uniti d'America Lyndon B. Johnson. Nel 2010 ha ricevuto la National Humanities Medal da Barack Obama.

## Biografia
Caro è nato a New York, figlio di Celia Mendelow, newyorkese, e Benjamin Caro, nato a Varsavia, Polonia. È cresciuto a Central Park West alla 94th Street. Suo padre, un uomo d'affari, parlava yiddish e inglese, ma era "molto silenzioso" - disse Caro - e lo divenne ancora di più dopo la morte della moglie in seguito ad una lunga malattia; Robert aveva allora 12 anni. Ha studiato, secondo il desiderio espresso dalla madre sul letto di morte, alla Horace Mann School, un'esclusiva scuola privata nella sezione Riverdale del Bronx. Come studente, Caro ha tradotto un'edizione del giornale scolastico in russo inviandone poi 10 000 copie agli studenti dell'URSS. Laureatosi nel 1953 in inglese all'Università di Princeton, responsabile del Daily Princetonian.